# Seznam hrazených měst v Českém Slezsku
Seznam hrazených měst v Českém Slezsku uvádí přehled měst a městeček v Českém Slezsku, která byla ve středověku a/nebo novověku ohrazena opevněním – hradbami s příkop a bránami, případně i baštami či věžemi. U některých menších sídel mohlo jít jen o opevnění lehčí konstrukce v podobě valů s dřevěnými palisádami. Seznam nemusí být kompletní.

## Seznam hrazených měst

### Moravskoslezský kraj
- Bílovec – zbytky opevnění[1]

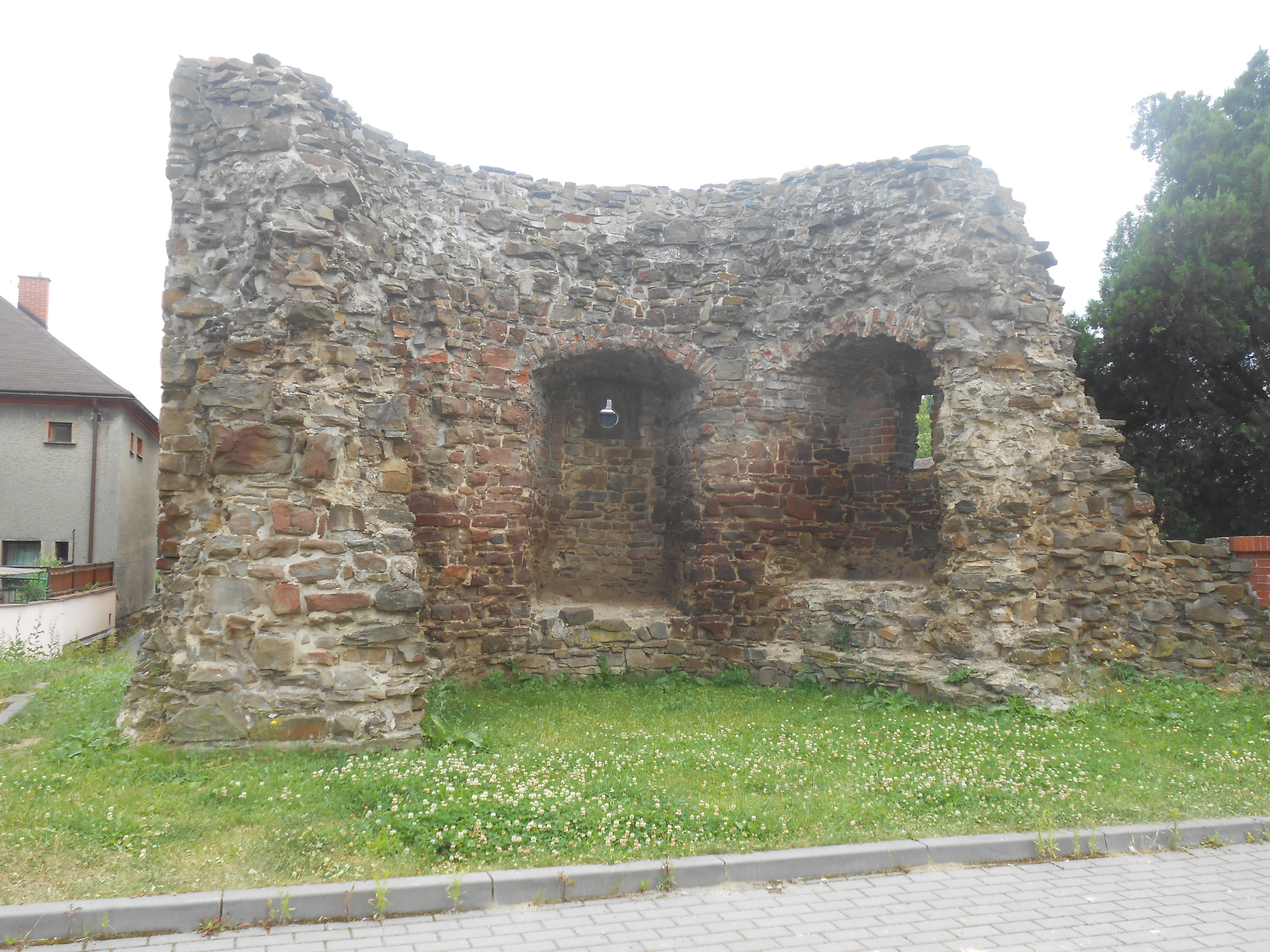
Bašta městského opevnění v Hlučíně

- Bruntál – zbytky opevnění jsou památkově chráněny
- Frýdek – zbytky opevnění jsou památkově chráněny
- Fryštát – zbytky opevnění[2]
- Hlučín – zbytky opevnění jsou památkově chráněny
- Krnov – zbytek opevnění (Švédská zeď) je památkově chráněn
- Odry – zbytky opevnění jsou památkově chráněny
- Opava – opevnění zaniklo[3]

### Olomoucký kraj

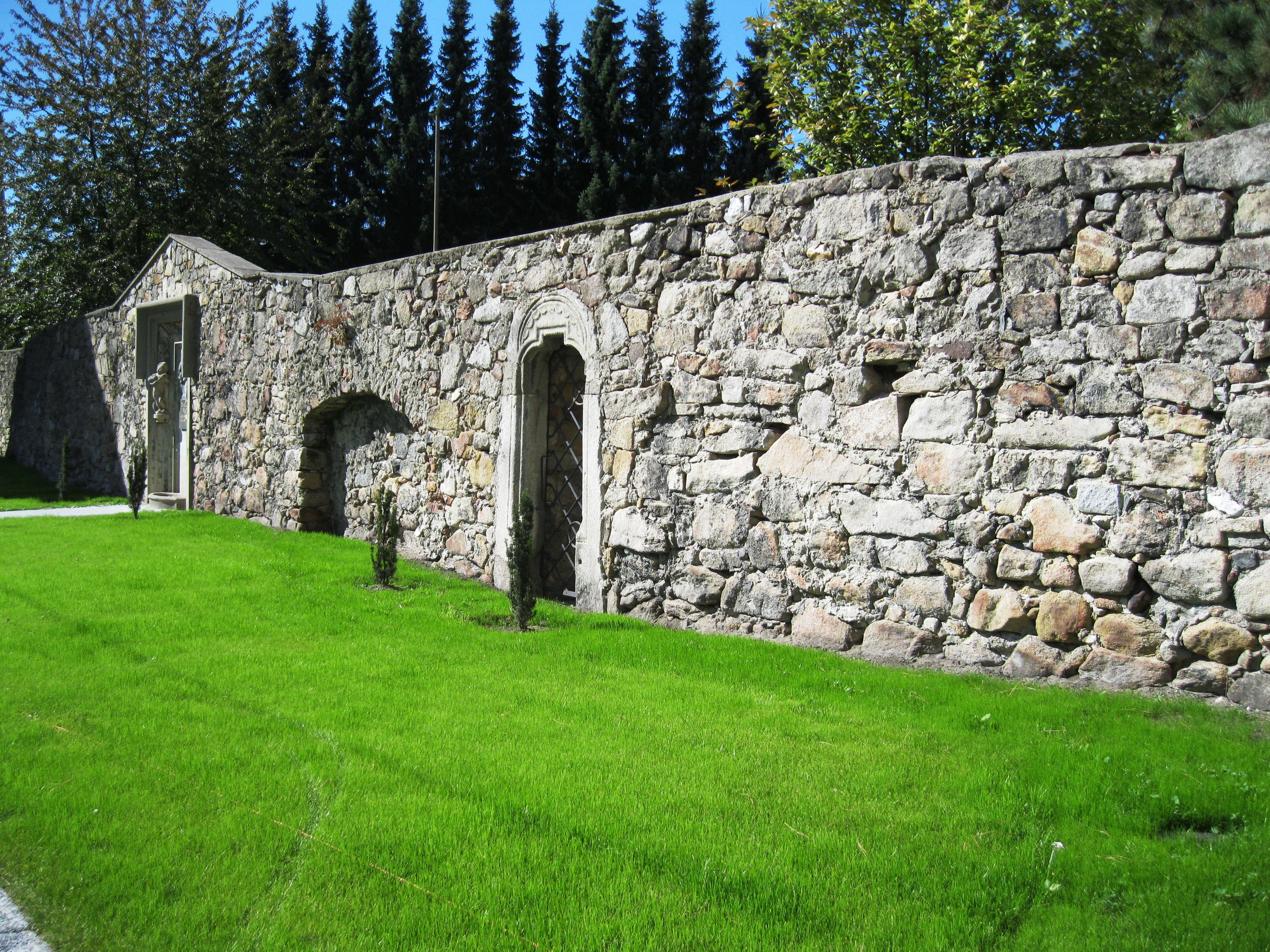
Hradební zeď ve Vidnavě

- Vidnava – zbytky opevnění jsou památkově chráněny